# Eugène Pittard

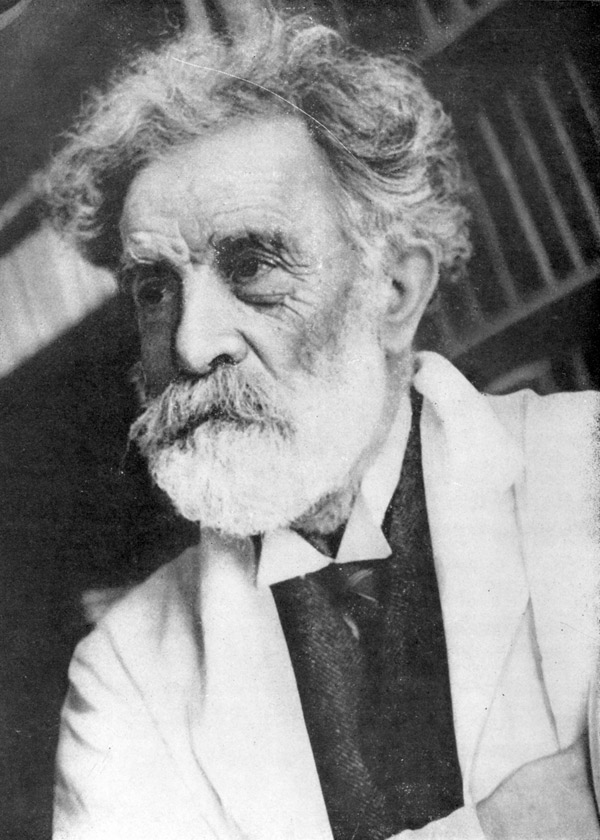
Eugène Pittard (1950)

Eugène Pittard (* 5. Juni 1867 in Plainpalais (heute Genf); † 11. Mai 1962 in Morigny-Champigny, Frankreich) war ein Schweizer Anthropologe.

## Biografie
Pittard besetzte den ersten Lehrstuhl für Anthropologie an der Universität Genf, deren Rektor er von 1940 bis 1942 war. Pittard befasste sich mit physikalischer Anthropologie, insbesondere mit Somatologie. Das von ihm 1901 gegründete Genfer Völkerkundemuseum leitete er ab 1910 als Konservator und von 1935 bis 1952 als Direktor.
Im Jahr 1900 heiratete er Hélène Dufour, die unter ihrem Schriftsteller-Pseudonym Noëlle Roger bekannt ist.
Im Ersten Weltkrieg «vertrat er die These, die Völkervielfalt des Balkans sei der Bildung von Nationalstaaten abträglich».
Er bereiste mit seiner Frau oft den Balkan, war besonders mit Albanien verbunden, wo sie bei der Gründung des Albanischen Roten Kreuzes halfen.

## Publikationen (Auswahl)
- Les Races et l'Histoire. L’Évolution de l’humanité
- Les Races Belligérantes. Esquisses anthropologiques. I. Les Alliés: les Français, les Belges, les Anglais, les Russes, les Italiens, les Serbes, les Monténégrins.